# Legio XIV Gemina
Legio XIV Gemina (XIV легіон Близнюків) — римський легіон. Інша назва Legio XIV Gemina Martia Victrix (XIV легіон Близнюків Марса Переможний). Мав прізвисько Pia Fidelis.

## Історія
Створено у 57 році до н. е. Гаєм Юлієм Цезарем під час Галльської війни. Взимку 54-53 року до н. е. був атакований племенем ебуронів на чолі із Амбіоріксом, в результаті чого легіон зазнав істотних втрат. Вже у 53 році до н. е. його було відновлено. У 52 році до н. е. відзначився у битві при Алезії, де вождь галлів Венцингеторікс зазнав остаточної поразки.
У 49 році до н. е. підтримав Гая Цезаря у війні проти Гнея Помпея Великого. Того ж року відзначився у битві під Ілердою в провінції Ближня Іспанія. У 48 році до н. е. бився при Діррахіумі та Фарсалі. У 46 році до н. е. звитяжив в африканській компанії Цезаря проти помпеянців, зокрема у битві при Тапсі. У 45 році до н. е. легіон було розпущено.
У 41 році до н. е. Октавіан відновив легіон, який тоді ж воював у Перузійській війні проти Луція Антонія. У 36 році до н. е. воював проти Секста Помпея, а у 31 році до н. е. був у битві при Акціумі, після якої Октавіан здобув повну владу у Римській державі.
Октавіан вивів ветеранів легіону до м. Атесте (сучасне м. Есте). У 13 році до н. е. легіон переведено до провінції Верхня Германія, де отаборився у Монгутіаку (сучасний Майнц). Брав участь у походах Друза Старшого та Тиберія. У 9 році до н. е. стояв у Кастрі Ветері.
У 6 році був частиною війська під загальною орудою Гнея Сентія Сатурніна, що повинна була рушити проти маркоманів на чолі з Марободом. Проте повстання іллірійців та паннонійців змусило Октавіана Августа перекинути легіон на його придушення під командування Авле Цецини Севера. У 9 році, після поразки повстання, Август додав прізвище Переможний (Victrix) для імені легіону. Після цього повернувся до Монгутіаку.
У 14 році, після сходження на трон імператора Тиберія, повстав разом з іншими легіонами. Його зумів заспокоїти лише Германік. Під головуванням останнього у 14-16 роках здійснив походи за Рейн. В 39-40 роках брав участь у військовій кампанії проти германського племені хаттів. У 40 році перейшов до узбережжя Галлії, де готувалася армія Калігули для вторгнення до Британії.
У 43 році легіон — учасник завоювання Британії. Після цього до 55 року легіон розміщувався у новій провінції (точне місце доконано невідомо — Рате Коріелтаворум (сучасний Лестер) або Лактодорум (Тайстер). У 47-49 роках під орудою Публія Осторія Скапули легіон разом з іншими підрозділами підкорив північні племена бриттів. З 50 до 55 року воював проти племен сілурів та ордовіків (сучасний Уельс). Після цього легіон перебазувався до Віроконія.
У 61-62 роках відзначився під час придушення повстання Боудіки, за що отримав додаткове прізвисько «Марсів». Після цього ветерани легіону заселені у м. Камулодун (сучасне м. Колчестер). Здобутий в Британії авторитет сприяв тому, що імператор Нерон вирішив застосувати легіон для походу проти племені албанів на Кавказі. У 66 році легіон отримав наказ перейти до Малої Азії. З різних причин на момент загибелі Нерона, 69 року, легіон перебував у Далмації. Після смерті Гальби імператор Отон наказав легіону перейти до Італії. Тут він брав участь у першій битві при Бедріаку, де війська Отона зазнали поразки від армії Вітеллія. В подальшій боротьбі за владу легіон не брав участі. Незабаром його було повернуто до Британії.
В 70 році під головуванням легата Фабія Пріска перебрався до Галлії, де придушував повстання племен нервіїв та тунгрів у рамках Батавського повстання. Під час цієї кампанії відзначився у битві при Кастри Ветера (м. Ксантен). У 71 році легіон отаборився у Монгутіаку (провінція Верхня Германія). В цій провінції стояв до 92 року. Легіон разом з іншими підрозділами проводив будівельні роботи у містах Аква Маттіакорум (сучасне м. Вісбаден), Бінгій (сучасне м. Бінген). У 83 році брав участь у поході на чолі із імператором Доміціаном проти хаттів. У 85 році був учасником реорганізації та зміцнення кордону з германськими племенами. У 89 році разом з XXI Стрімким легіоном підтримав Луція Антонія Сатурніна, проте зазнав поразки.
У 92 році перейшов до провінції Верхня Паннонія, де отаборився у м. Мурселли (сучасне м. Петрієвці), потім до Ад Флексум (сучасне м.Мошонмадяровар). В цей час брав участь у поході проти сарматів. Згодом боронив кордон від германського племені свевів. За правління імператора Траяна легіон переходить до м. Брігецій. Вексиляції легіону воювали під час першої (101–102 роки) та другої (105–106 роки) кампанії проти даків. Ветерани поселені у м. Сармісегетузі. У 106 році легіон отаборився у Віндобоні (сучасне м. Відень), а у 114 році перейшов до Карнунта. У 124 році за наказом імператора Адріана Карнунт отримав статус муніципія (до легіонерів додано цивільних громадян).
Вексилярії за правління Антоніна Пія допомагали у придушенні повстання мавританських племен, у 162–166 роках були в складі армії імператора Луція Вера під час кампанії проти Парфії. Під час Першої та Другої Маркоманських воєн, у 166–180 роках, Карнунт (табор легіону) став головною ставкою імператора Марка Аврелія. Сам легіон добре проявив себе під час цієї тривалої війни. Один з його легатів 180 року отримав військові відзнаки за звитягу у цій війні.
У 193 році легіон підтримав Септимія Севера в боротьбі за владу. Того ж року допоміг Северу повалити імператора Дідія Юліана та отримати трон, а у 194 році сприяв перемозі Септимія над армією Песценнія Нігера. В 195 та 197–198 роках легіон брав участь у війні проти Парфії, відзначившись при захоплені Ктесіфона. У 202 році повернувся до табору в Карнунті. У 208–211 роках вексиляції легіону були частиною армії Септимія Севера у поході проти піктів та скоттів. Емблема легіону присутня на ауреях цього імператора.
За правління імператора Каракалли у 216–217 роках стояв в Апамеї та Зевгмі, де захищав тили римської армії під час війни з Парфією. У 218 році вексилярії зазнали тяжких втрат під час оборони міста Нісібіса від військ парфянського царя. Вексилярії легіону були задіяні під час походів імператорів Гордіана III у 242–244 роках та Філіппа Араба у 244 році проти Персії.
У 260 році після смерті Валеріана легіон підтримав узурпатора Регаліана. Згодом підтримав імператора Галлієна, за правління якого у 268 році захищав Декумантські поля від германського племені алеменів, того ж року допомагав імператору у боротьбі із Постумом, володарем Галльської імперії. Після загибелі Галлієна у 268 році легіон підтримав Вікторина, правителя Галльської імперії. Вікторин навіть карбував монети з ім'ям цього легіону.
У 271 році за імператора Авреліана повертається до Карнунта, де підпорядковується наміснику Паннонії. Тут діяв за наступних імператорів. Згідно Списку почесних посад (Notitia Dignitatum) 395 року його табір був в Карнунті, окремий загін у Аррабоне (поблизу сучасного Д'єрда; частина легіону була на Сході (легіон comitatensis). Останні згадки датуються 430 роком.